# Notomys fuscus
Notomys fuscus là một loài động vật có vú trong họ Chuột, bộ Gặm nhấm. Loài này được Jones mô tả năm 1925.